# Îlet Palmier
Îlet Palmier är en ö i Haiti.   Den ligger i departementet Grand'Anse, i den västra delen av landet, 160 km väster om huvudstaden Port-au-Prince.